# Franz Andreas Schega
Franz Andreas Schega (* 16. November 1711 in Novo mesto, deutsch Neustadtl bei Laibach, Krain (heute Slowenien); † 6. Dezember 1787 in München) war ein Medailleur und Stempelschneider des Rokoko.

## Leben
Franz Andreas Schega war ab 1738 in München tätig und fertigte zahlreiche Münzen für Bayern und die Pfalz (Signatur meist F. A. S.). Er war der zweite Sohn des Büchsenmachers Andreas Schega und Katharina, geborene Castelzin, und Bruder des Siegelschneiders Johann Bartolomäus Schega. Im Jahr 1751 wurde er zum Ersten Bayerischen Hofmedailleur ernannt und schuf eine Reihe von künstlerisch wertvollen Medaillen (Signatur meist F. A. SCHEGA F.). Hedlinger nannte ihn „den ersten Stempelschneider Europas“.
Schega kann als Porträtist des geistigen Bayerns bezeichnet werden. Neben seinen Porträtmedaillen schuf der Künstler eigenständige plastische Bildwerke, die verschiedene Gruppen der geistigen Elite Bayerns zur Regierungszeit Max III. Joseph in repräsentativen, fein charakterisierten Porträts vorführen.
Im Jahre 1750 verewigte er den Hochmeister des Deutschherrenordens, Clemens August I. von Bayern, auf einer Medaille. Im selben Jahr huldigte er dem Künstlerkollegen George Desmarées mit einer Porträtmedaille, als Dank für sein von Desmarées gemaltes Bildnis, Öl, 87 × 67 cm, München, Bayerische Staatsgemäldesammlungen.
Beide Medaillen gelten als Kunstwerke exemplarischen Charakters ihres Genres und ihrer Zeit.

## Galerie

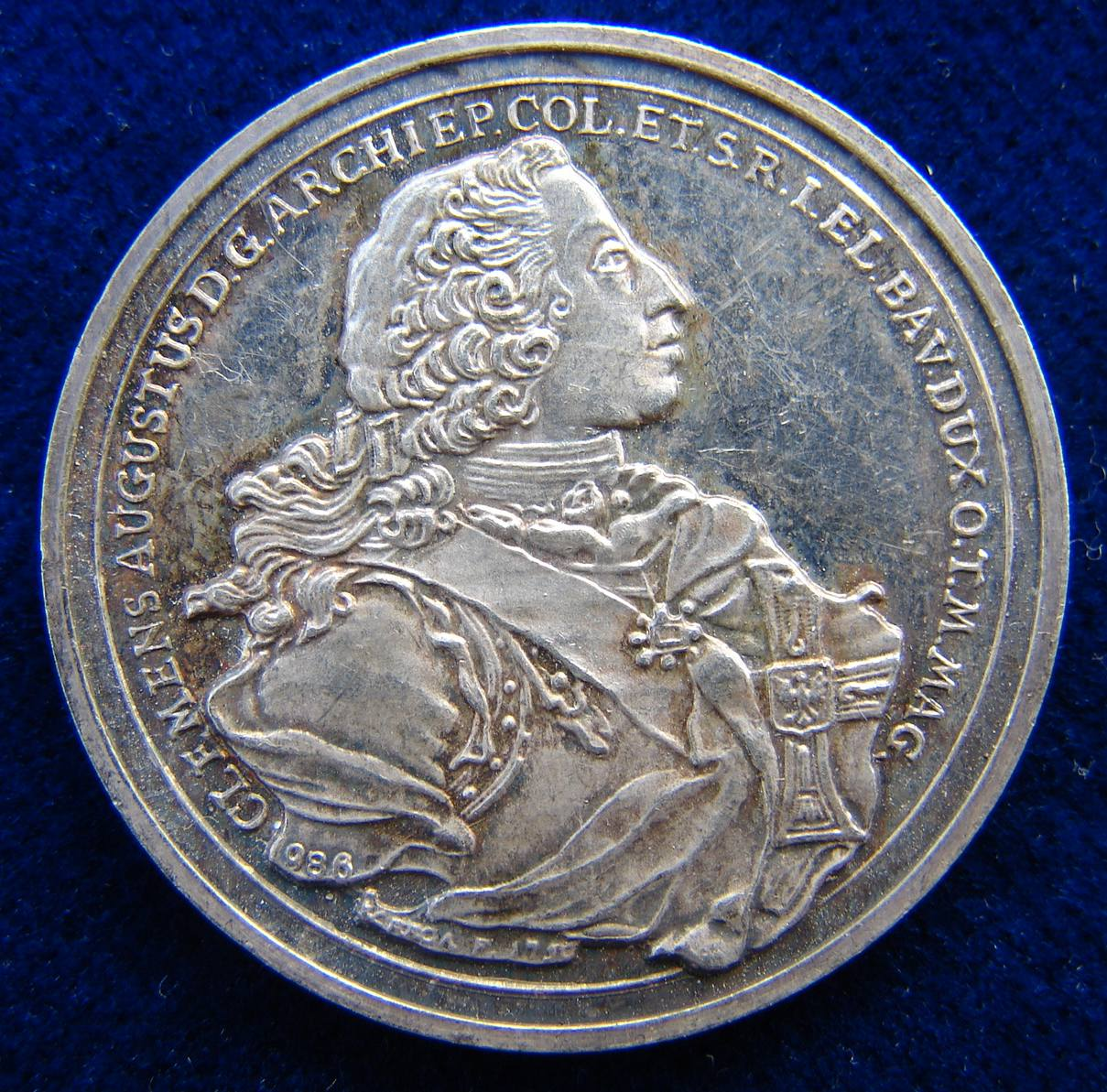
Silbermedaille Clemens Augusts, 1750 (Faksimile der Partin Bank)
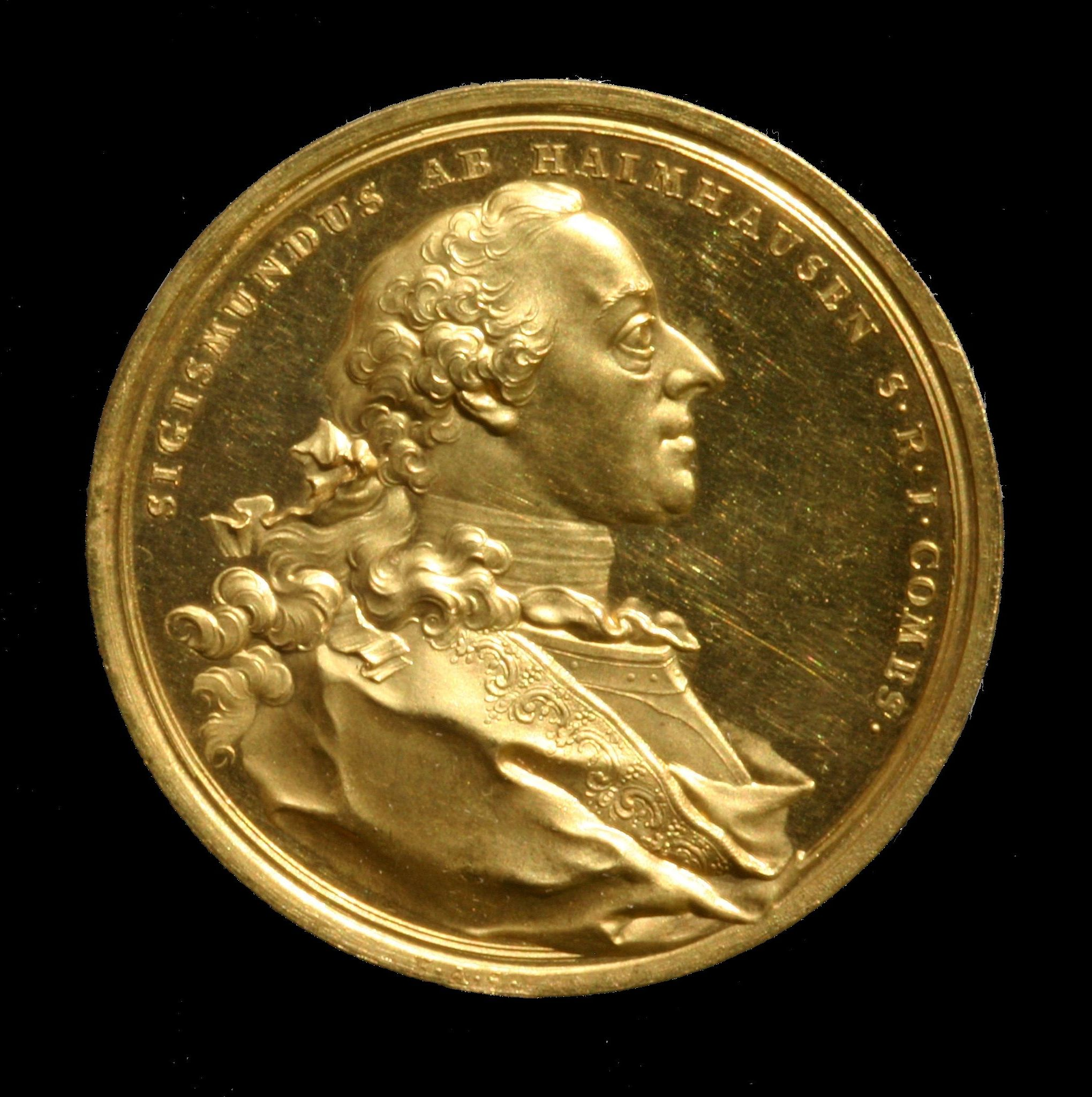
Goldmedaille für Sigmund von Haimhausen, 1760
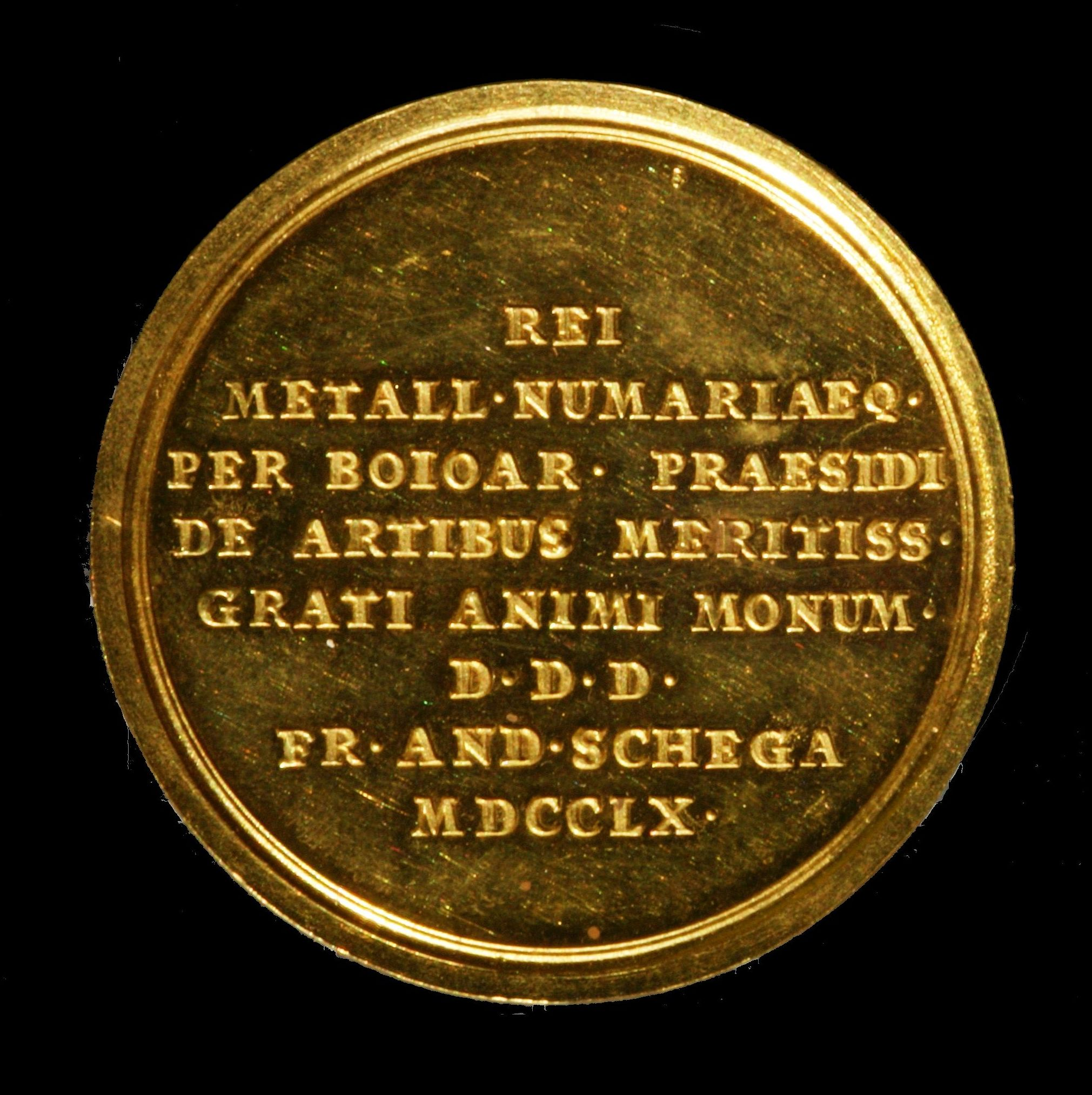
Goldmedaille für Sigmund von Haimhausen, Revers